# El cielo y la tierra
El cielo y la tierra (Heaven & Earth en inglés) es una película bélica de 1993 con producción estadounidense y francesa, dirigida y escrita por Oliver Stone y protagonizada por Tommy Lee Jones, Haing S. Ngor, Joan Chen y Hiep Thi Le. Es la tercera película de Stone sobre la Guerra de Vietnam, trilogía que también incluye Platoon (1986) y Nacido el 4 de julio (1989).
La película fue basada en los libros When Heaven and Earth Changed Places y Niños de la Guerra, la mujer de la Paz (Child of War, Woman of Peace), ambos escritos por Le Ly Hayslip sobre sus experiencias durante y después de la guerra de Vietnam.

## Argumento
Principios de la década de los 50. Ky La es un pueblo milenario que vive del cultivo del arroz en Vietnam central y como parte del imperio colonial de Indochina, se encuentra bajo la dominación francesa desde hace casi 70 años. Lely es una chiquilla de la familia Phung que disfruta de la idílica belleza de Ky La. Rodeada de su bucólica paz, no se puede imaginar lo que vivirá a través de cuatro décadas de turbulencia, desesperación y triunfo. 
Le Ly Hayslip es una niña que crece en un pueblo vietnamita Su vida cambia cuando los insurgentes comunistas aparecen en la aldea para luchar primero contra las fuerzas de Francia y luego Estados Unidos. Durante la guerra contra Estados Unidos, Le Ly es capturada y torturada por las tropas del gobierno de Vietnam del Sur, y más tarde es violada por tropas del Viet Cong porque sospechan que es una traidora. Después de la violación, su relación con su pueblo se rompe y ella y su familia se ven obligados a irse.
Su familia se traslada a Saigón y ella es empleada por una familia allí. El dueño de la casa la engaña haciéndole creer que él realmente se preocupa por ella, y ella se enamora de él y queda embarazada. La esposa del dueño de casa enfurece al enterarse y toda la familia de Le Ly se ve obligada a volver a su antigua provincia. Allí conoce a Steve Butler (Tommy Lee Jones), un Sargento de Artillería en el Cuerpo de Marines de Estados Unidos. Cuando se conocen ella no está interesada en un novio o el matrimonio, después de haber pasado por tantos sufrimientos. Steve se enamora de Le Ly y la trata muy bien, y le cambia la vida mientras están en Vietnam.
Los dos dejan de Vietnam y viajan a los Estados Unidos. Su vida juntos empieza bien, pero los años de lucha en el monte han dejado su secuela en Steve, que se convierte en un hombre violento e incontrolable. La relación tambalea, a pesar de los intentos de Le Ly de conciliar con Steve. Después de una apasionada petición de Le Ly para que Steve vuelva con ella, Steve se suicida. Muchos años después de esta trágica experiencia, Le Ly regresa a Vietnam con sus hijos y les muestra la tierra de sus orígenes.

## Reparto
- Tommy Lee Jones como Butler Steve.
- Joan Chen como Madre.
- Haing S. Ngor como Padre.
- Hiep Thi Le como Le Ly.
- Thuan K. Nguyen como el Tío Lucas.
- Dustin Nguyen como Sau.
- Vinh Dang como Bon.
- Mai Le Ho como Hai.
- Dale Dye como Larry.
- Debbie Reynolds como Eugenia.

## Música
La música, del compositor Kitaro, ganó en 1993 el Globo de Oro como Mejor Música Original.